# 化学需氧量
化學需氧量（英語：COD，Chemical Oxygen Demand）是以化學方法測量水樣中有機物被強氧化劑氧化時所消耗之氧的相當量，用以表示水中有機物量的多寡。水樣在一定條件下，以氧化1升水樣中还原性物質所消耗的氧化劑的量为指标，折算還每升水样全部被氧化后，需要的氧的毫克数，以mg/L表示。它反映了水中受还原性物质污染的程度。该指标也作为有机物相对含量的综合指标之一。
化学需氧量还可与生化需氧量（BOD）比较，BOD/COD的比率反映出了污水的生物降解能力。
一般测量化学需氧量所用的氧化剂為高锰酸钾或重铬酸钾，使用不同的氧化剂得出的数值也不同，因此需要注明检测方法。为了统一具有可比性，各国都有一定的监测标准。
一般多選用重鉻酸鉀迴流法，因重鉻酸鉀氧化力較其他氧化劑強，對大部分的有機物的氧化可達理論值的95-100%
以重鉻酸鉀迴流法測定水樣COD值時，可採用密閉迴流或開放迴流法，由於前者所用試劑量少，產生的廢液量少，對環境較友善。